# Sabina Senčar
Sabina Senčar, slovenska zdravnica, ginekologinja in političarka; * 13. junij 1970, Ljubljana.

## Življenje
Obiskovala je Osnovno šolo Bičevje in Srednjo naravoslovno-matematično šolo Bežigrad. Študirala je medicino na ljubljanski fakulteti in leta 1996 diplomirala.
Po opravljenem strokovnem izpitu in sekundariju se je zaposlila v ZD Domžale, v ambulanti splošne medicine in na urgenci. Po opravljeni specializaciji se je zaposlila na Ginekološki kliniki Ljubljana, na kliničnem oddelku za porodništvo. Med letoma 2005 in 2008 je pisala blog za časopis Delo. Od 2012 je zaposlena v zasebni kliniki Juna, katere soustanoviteljica je.

## Politika

### Predsedniške volitve 2022
Avgusta 2022 je napovedala kandidaturo na predsedniških volitvah 2022, ki jo je na DVK vložila 28. septembra. Podprla jo je neparlamentarna stranka Resni.ca.
V kampanji je poudarjala poslušanje, povezovanje in zdravje.
Trdila je, da se v postopku preizkušanja cepiva za COVID-19 na ljudeh niso upoštevala zakonsko določena pravila ter da so bile kršene Helsinška deklaracija, Oviedska konvencija, Hipokratova zaveza in Nürnberški kodeks. Sklenila je, da moramo to razrešiti, »da se ta napaka ne bo več ponovila«. Trdila je, da so bili med epidemijo COVID-19 (o kateri govori kot o »t. i. pandemiji«) prepovedani vsakršni poskusi zdravljenja s starimi, preizkušenimi zdravili, da so prepovedali zdravljenje po svoji suvereni presoji, znanju in strokovnosti ter da so bile obdukcije, »ki bi nas naučile o bolezni«, zaustavljene. O cepivu proti Covid-19 je dejala: "Cepivo ima namen preprečiti bolezen in prenos, če ga hočemo imenovati cepivo. Za to takoimenovano cepivo pa nismo dokazali ne enega ne drugega."
Senčarjevo so med drugim javno podprli igralka Tanja Ribič, pevec Werner Brozović ter raziskovalec Anton Komat.
Kot državnika, ki ga ima za vzor, je navedla Janeza Drnovška.
Senčarjeva je trdila, da sicer ne podpira ruske invazije na Ukrajino, nasprotuje pa tudi vsej vojaški pomoči Ukrajini. Izjavila je tudi, da pomoč Ukrajini v vojno vpleta druge države. Izrazila je tudi nasprotovanje NATO ter trdila, da vključevanje novih držav v zvezo ter intervencije »niso prinesle nič dobrega«. Nasprotovala je vsem sankcijam, ki jih je EU uvedla proti Rusiji. Nasprotovala je tudi potencialnem vključevanju Ukrajine v Evropsko unijo ter NATO. Glede ilegalnih referendumov na okupiranem Krimu, Zaporoški, Hersonski, Donecki in Luganski oblasti je izjavila, da bi morali imeti »enake vatle« kot za Kosovo, katerega samostojnost je Slovenija po tamkajšnjem referendumu priznala.
Na volitvah 23. oktobra je zasedla 5. mesto in se s tem ni uvrstila v drugi krog. Prejela je 51.767 oz. 5,94 % glasov.

### Evropske volitve 2024
Na evropskih volitvah 2024 je Sabina Senčar kandidirala na tretjem mestu liste Državljanskega gibanja Resni.ca. Na volitvah 9. junija stranki ni uspel preboj v Evropski parlament, Senčar pa je dobila 2.364 preferenčnih glasov volivcev.